# Q將三國
Q將三國是一個由第九城市開發的休閒競技類網頁遊戲，預計在2011年11月28日正式在Facebook上市。